# Маслова, Анна Харитоновна
Анна Харитоновна Маслова (Лебедева) (1925 — 1992) — советский передовик производства в сельском хозяйстве. Герой Социалистического Труда (1948).

## Биография
Родилась 10 ноября 1925 года в селе Верхняя Хава Верхнехавского района Воронежской области в крестьянской семье.
С 1941 по 1949 годы свекловичница, а затем звеньевая колхоза «Новая деревня» Верхнехавского района Воронежской области. В 1947 году звено руководимое А. Х. Масловой получило урожай ржи 30,24 центнера с гектара на площади 25 гектаров.
7 мая 1948 года Указом Президиума Верховного Совета СССР «за получение высоких урожаев ржи при выполнении колхозом обязательных поставок и натуроплаты за работу МТС в 1947 году и обеспеченности семенами зерновых культур для весеннего сева 1948 года» Анна Харитоновна Маслова была удостоена звания Героя Социалистического Труда с вручением Ордена Ленина и золотой медали «Серп и Молот».
В 1949 году А. Х. Маслова окончила Усманский сельскохозяйственный техникум. С 1949 по 1950 годы работала агрономом Нижнемамоновской машинно-тракторной станции. С 1950 по 1960 годы — звеньевая совхоза «Красноармейский» Эртильского района. С 1960 по 1972 годы — счетовод Нижнемамоновского сельсовета.
С 1972 года вышла на пенсию. Жила в селе Нижний Мамон. Умерла 1 декабря 1992 года.

## Награды
- Медаль «Серп и Молот» (7.05.1948)
- Орден Ленина (7.05.1948)